# Fort Pierre Bordes
Le fort Pierre-Bordes est situé à Tin Zaouatine, sur la frontière entre le Mali et l'Algérie.

## Histoire
Au début du XXe siècle, il n’existait pas de frontière entre le Sahara français et l'Afrique-Occidentale française (A.O.F.). En 1909, le colonel Laperrine, commandant supérieur des oasis sahariennes, se rendit à Niamey (Niger) auprès du colonel Venel, commandant du territoire militaire du Haut-Sénégal-Niger, afin de fixer la limite administrative entre l'Algérie et l'A.O.F. et d'organiser des caravanes transsahariennes, de créer un service postal régulier et de réglementer la transhumance. Ces discussions aboutirent à un accord connu sous le nom de Convention de Niamey.
Parti d’In Salah en avril 1909, le colonel Laperrine arriva à Niamey en septembre de la même année, après être passé par Tin Zaouaten où il ordonna la construction d’un fort.
On ignore si ce fort fut alors vraiment construit car, en 1922, la mission Citroën, lors de son passage à Tin Zaouaten, signala bien la présence d’un puits et de la compagnie méhariste du Tidikelt, mais ne mentionna pas la présence d’un fort ; il semblerait qu'il n'ait été en fait construit qu'en 1927.
Le nom de Pierre Bordes a été donné à ce fort en mémoire de Pierre Bordes (1878-1943), un ancien préfet de Constantine devenu ensuite gouverneur général de l'Algérie.